# María Teresa Arnal
María Teresa Arnal es una ingeniera industrial egresada de la Universidad Católica Andrés Bello (UCAB) especializada en mercadotecnia, publicidad, medios digitales, telecomunicaciones y entretenimiento.

## Trayectoria
Arnal vive en la Ciudad de México con su esposo y sus tres hijos. Además de sus estudios en ingeniería en su natal Caracas, tiene un Master en Business Administration de la Columbia Business School, en Nueva York. Es fundadora y expresidenta del Interactive Advertising Bureau (IAB) y cofundadora y miembro del Consejo Académico del Instituto Superior para el Desarrollo de Internet (ISDI) en México.
Es miembro del International Women Forum (México), además de ser mentora de emprendimientos como Endeavor México, Wayra México y en Naranya Labs.
Ha trabajado en agencias digitales como Clarus, Mirum o J Walter Thompson y en empresas tecnológicas como ProdigyMSN. También ha sido consultora de firmas como The Boston Consulting Group y Booz•Allen & Hamilton International. En septiembre de 2016 fue nombrada directora general de Twitter para los mercados de habla hispana de América Latina, específicamente México, Colombia y Argentina. En marzo de 2017 se convirtió en la primera mujer en convertirse en directora general de Google México.

## Premios y reconocimientos
Ha sido reconocida con el Women to Watch México y por el Interactive Advertising Bureau (IAB) México. En el caso de IAB por ser considera una de las 10 personalidades que más han contribuido en la industria de la publicidad digital y marketing interactivo. Fue nombrada una de las 50 personas más influyentes en Tecnología en Latinoamérica por HITE. Además estuvo entre las “top CEOs de México” y “top 20 mujeres ejecutivas en México” por la revista Mujer Ejecutiva en diciembre del 2004 y 2005. La revista Expansión la nombró entre las “20 mujeres más influyentes en los negocios en México” en febrero del 2003 y como una de las “50 mujeres más poderosas de México” en noviembre del 2006.